# São Simão (Goiás)
São Simão est une municipalité brésilienne de l'État de Goiás et la microrégion de Quirinópolis.